# 和泉 (弘前市)
和泉（わいずみ）は、青森県弘前市の地名。郵便番号は036-8053。

## 地理
- 青森県道3号弘前岳鰺ケ沢線沿い北に位置し、一丁目と二丁目がある住宅地。西から北にかけて堅田、東は境関、南は城東北・高崎、南西は松ケ枝に接する。
- また、特徴として当地に本店を置いていたマルエス（2008年に破産）本店周辺部に住宅地を形成することから、現在もバス停留所の名前にマルエス団地が使用される。

## 沿革
- 1969年（昭和44年） - 和徳の小字。マルエス主婦の店が本部・配送センターを開設。「マルエス団地」という住宅地を形成。
- 1985年（昭和60年）以降 - 成立。

## 世帯数と人口
2017年（平成29年）6月1日現在の世帯数と人口は以下の通りである。
| 丁目       | 世帯数  | 人口  |
| ---------- | ------- | ----- |
| 和泉一丁目 | 142世帯 | 298人 |
| 和泉二丁目 | 179世帯 | 375人 |
| 計         | 321世帯 | 673人 |

## 施設

### 教育
- 弘前モータースクール

### 医療
- 関歯科医院
- 弘前小野病院
- 医療法人社団聖康会聖康会病院

### 福祉
- 医療法人社団聖康会聖康会病院デイケアぶどうの樹

### 商業
- ブック・オフ弘前城東店
- セブン-イレブン弘前和泉店

## かつて営業していた施設
- マルエス主婦の店本店 - 2008年に破産。
- TSUTAYA城東店

## 小・中学校の学区
市立小・中学校に通う場合、学区は以下の通りとなる。
| 大字       | 番・番地 | 小学校             | 中学校           |
| ---------- | -------- | ------------------ | ---------------- |
| 和泉一丁目 | 一部     | 弘前市立和徳小学校 | 弘前市立東中学校 |
| 和泉一丁目 | 一部     | 弘前市立東小学校   | 弘前市立東中学校 |
| 和泉二丁目 | 一部     | 弘前市立和徳小学校 | 弘前市立東中学校 |
| 和泉二丁目 | 一部     | 弘前市立東小学校   | 弘前市立東中学校 |

## 交通
- 弘南バス

高崎入口、高崎二丁目、小野病院前（弘前バスターミナル - 尾上線、他）停留所。